# Municipio de Jackson (condado de Perry, Ohio)
El municipio de Jackson (en inglés: Jackson Township) es un municipio ubicado en el condado de Perry en el estado estadounidense de Ohio. En el año 2010 tenía una población de 2856 habitantes y una densidad poblacional de 29,06 personas por km².

## Geografía
El municipio de Jackson se encuentra ubicado en las coordenadas 39°41′33″N 82°18′59″O / 39.69250, -82.31639. Según la Oficina del Censo de los Estados Unidos, el municipio tiene una superficie total de 98.26 km², de la cual 97,16 km² corresponden a tierra firme y (1,12 %) 1,1 km² es agua.

## Demografía
Según el censo de 2010, había 2856 personas residiendo en el municipio de Jackson. La densidad de población era de 29,06 hab./km². De los 2856 habitantes, el municipio de Jackson estaba compuesto por el 97,79 % blancos, el 0,14 % eran afroamericanos, el 0,35 % eran amerindios, el 0,11 % eran asiáticos, el 0,25 % eran de otras razas y el 1,37 % eran de una mezcla de razas. Del total de la población el 0,56 % eran hispanos o latinos de cualquier raza.